# Crucea Mântuirii Neamului Românesc
La Crucea Mântuirii Neamului Românesc ("Cruz de la Salvación de la Nación Rumana") es un monumento cristiano, con más de 35 metros de altura, situado en Nisporeni que fue construido en 2011 en las proximidades del Cementerio de los Héroes Rumanos y del Monasterio de Vărzărești, sobre la colina Zghihara (Dealul Zghihara), una de las más altas de Moldavia, a una altitud de 316 m. La cruz monumental está iluminada por LED durante la noche y es visible a decenas de kilómetros. El monumento fue inaugurado el 28 de agosto de 2011 por un consejo de sacerdotes presidido por Su Eminencia Teofan, metropolitano de Moldavia y Bucovina y Su Eminencia Petru, metropolitano de Besarabia y exarca de Plaiurilor. Más de 800 participantes se unieron a la ceremonia de apertura ese día.
La Crucea Mântuirii Neamului Românesc costó 1,3 millones de lei, obtenidos mediante pequeñas donaciones de particulares. Un libro, que contiene más de 200 páginas y cerca de 100 fotografías en color, registró a todos los que contribuyeron al proyecto del monumento.